# Erich Bloch (Schriftsteller)

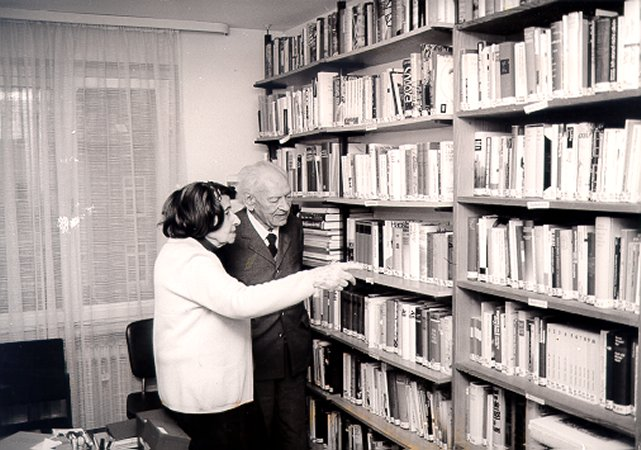
Else Levi-Mühsam und Erich Bloch in der von ihnen gegründeten Bibliothek in Konstanz, ca. 1982

Erich Bloch (geboren am 4. August 1897 in Konstanz; gestorben am 5. Februar 1994 ebenda) war ein jüdischer deutscher Jurist, Literaturwissenschaftler, Journalist, Landwirt und Schriftsteller.

## Leben und Werk
Erich Blochs Vater Moritz Bloch (1868–1946) war Vorsteher der jüdischen Gemeinde von Konstanz. Erich Bloch machte nach kriegsbedingter Unterbrechung 1916 in Konstanz Abitur; er hatte sich bereits 1914 als Kriegsfreiwilliger im Ersten Weltkrieg gemeldet und kam in Nordfrankreich bei La Bassée zum Einsatz. Im Wintersemester 1915/16 begann er mit dem Jura-Studium an der Universität München, erhielt aber zu Ostern 1916 einen erneuten Gestellungsbefehl an die Westfront. Im Februar 1919 setzte er sein Studium in München fort; zum Wintersemester 1919/20 an der Universität Freiburg. Neben Jura studierte er dort auch Volkswirtschaft, Literaturwissenschaft und Kunstgeschichte und hörte Vorlesungen in Philosophie bei Edmund Husserl. 1921 wurde er in Germanistik bei Hans Heinrich Borcherdt in München zum Dr. phil. promoviert; Thema der Dissertation: «Der Jakobsstab», ein Dramenfragment v. Otto Ludwig. 
Nach seinem juristischen Referendariat, das er noch in Freiburg gemacht hatte, betätigte sich Bloch freiberuflich als Schriftsteller und Publizist und verfasste Kritiken für die liberale Konstanzer Zeitung. Er unterrichtete ferner Literatur und Philosophie an den Landschulheimen Schloss Gaienhofen – Evangelische Internatsschule am Bodensee und Glarisegg. Bereits 1922 war er nach Wangen gezogen, wo er Kontakt zu den auf der Höri lebenden Künstlern fand; unter ihnen Eugen Segewitz, Willi Münch-Khe und der schweizerisch-deutsche Grafiker Hugo Boeschenstein, der später Blochs Wangener Haus als Dichter-Idylle zum Motiv eines seiner Holzschnitte machte. Der damals noch mit ihm befreundete Boeschenstein war es auch, der für Blochs 1926 erschienenen Gedichtband Stimmen des Lebens den Einband entwarf. 
1925 heiratete Bloch Paula Friedmann (1902–1993). Aus dieser Ehe ging der Sohn Walter (geb. 1928 in München) hervor, der auf Vermittlung seines Onkels Fridolin Friedmann am 6. Januar 1939 mit einem Kindertransport nach England ausreisen und dort die Bunce Court School besuchen konnte. Das Schulgeld für das erste Jahr übernahm ein in London lebender Cousin von Erich Bloch. Nach dem Zweiten Weltkrieg blieb Walter Bloch zusammen mit seiner Mutter, die ebenfalls noch nach England hatte ausreisen können, in Großbritannien und studierte dort Chemie. Die Ehe mit Paula Bloch wurde 1929 geschieden und Erich Bloch zog nach sieben Jahren in Wangen nach Konstanz zurück. Dort war er als Verlagsleiter und Lektor in der Verlagsdruckerei Friedrich Stadler, Inh. Ernst Stadler, tätig.
1930 heiratete Erich Bloch in zweiter Ehe Elise (genannt Liesel) Levinger (* 1903 in Konstanz). Aus dieser Ehe gingen drei Kinder hervor: Elisabeth (geb. 1932), Eva (geb. 1935) und Michael (geb. 1938). 1933 verlor Erich Bloch aufgrund seiner jüdischen Herkunft seine Anstellung beim Stadler-Verlag und damit sein hauptsächliches Einkommen. Mit seiner Frau, den Kindern und seinen Schwiegereltern zog sich Bloch auf die Halbinsel Höri zurück und erwarb einen leerstehenden Bauernhof, den Michaelshof in Gaienhofen-Horn, um ihn zu bewirtschaften, so lange dies noch möglich war. In einer Art familiärer Kibbuz arbeitete Bloch nun gemeinsam mit jüdischen Flüchtlingen als Landwirt. Bei den Flüchtlingen handelte es sich vor allem um sogenannte Umschichtler, um Menschen, die von den Nationalsozialisten Berufsverbot erhalten hatten und jetzt in Vorbereitung auf eine Auswanderung praktische Berufskenntnisse erwerben mussten. Viele Ärzte, Lehrer, Rechtsanwälte oder Richter erwarben bei Erich Bloch Grundkenntnisse in Landwirtschaft und Ackerbau. Zu Blochs Freunden und Gästen in Horn zählte u. a. auch der Schriftsteller Jacob Picard, der zwischen 1936 und 1938 in einem Gasthof im Dorf logierte. 
Der Michaelshof wurde von Bloch nach biologisch-dynamischen Grundsätzen bewirtschaftet. Schon früher hatte sich Bloch für diese Anbaumethode auf Grundlage der Anthroposophie interessiert. In der Erinnerung von Blochs Sohn Walter war der Hof im Sommer „ein richtiges Paradies. Es gab viele Kühe, Pferde und Hühner, einen riesigen Gemüsegarten und wunderbare Obstbäume. Mein Vater verstand sich sogar auf das Imkern. Ich sehe es noch, wie er ganz in Weiß gekleidet war, mit festen Handschuhen und einem seltsamen Helm auf dem Kopf. Er hantierte ganz gelassen mit den honigtriefenden Holzrahmen, während er von den Bienen umschwärmt wurde. Er hatte geschickte Hände, und ich bewunderte ihn dafür.“ Das biologische Gemüse lieferte Bloch bis zum Verbot 1938 regelmäßig an das nicht-jüdische Gemüsegeschäft Werthmann und an jüdische Familien in Konstanz aus; auch Nationalsozialisten gehörten zu seinen Abnehmern.
Durch eine Haussuchung der Gestapo bei Blochs erster Frau in Wangen alarmiert, verbrannte Bloch aus Sorge um seine Sicherheit seine unveröffentlichten literarischen Manuskripte, darunter ein Hörspiel (Die Rettung), ein Drama (Das maschinelle Herz) und verschiedene andere Arbeiten, „wo ich mir dachte, sie könnten Formulierungen enthalten, die zwar nicht auf die Nazis bezogen sind, aber doch mit der Problematik der Streitigkeiten dieser Zeit zu tun haben.“
Am Morgen der Reichspogromnacht, 10. November 1938, wurde Bloch auf seinem Hof verhaftet und im Rathaus von Horn durch SS-Angehörige aus Radolfzell schwer misshandelt und durch Schläge mit Geißeln und Stahlruten lebensbedrohlich verletzt. Blochs Hof wurde gezwungenermaßen „arisiert“ und unter Wert an eine Gruppe entlassener Waldorflehrer aus Kassel verkauft.
Im April 1939 zog die siebenköpfige Familie nochmals nach Konstanz, bevor Erich Bloch mit seiner Frau und den drei Kindern im Herbst 1939 die Flucht nach Palästina gelang. Nach vorübergehendem Aufenthalt in einem Kibbuz arbeitete und lebte er als Landwirt in den deutschsprachigen Siedlungen Shavei Zion und Naharija im Norden Israels. Hier gründete und organisierte er über einen Zeitraum von 25 Jahren den Kulturzirkel „Oneg Shabat“. Bloch gehörte dem Kuratorium der 1963 gegründeten Deutsch-Israelischen Studiengruppe Heidelberg an, die sich in Heidelberg für die NS-Aufarbeitung, gegen den Antisemitismus und für die Annäherung mit Israel engagierte. 1969 (nach anderen Quellen 1968 oder 1970) kehrte Bloch aus Israel nach Deutschland zurück und nahm seine schriftstellerische Tätigkeit wieder auf. 
Sein bekanntestes Werk ist die Geschichte der Juden von Konstanz (1971), für die Bloch sämtliche nicht vernichteten Unterlagen aufgearbeitet und die Überlebenden befragt hatte. 1982 gründete Erich Bloch zusammen mit Else Levi-Mühsam die Bibliothek der Israelitischen Kultusgemeinde Konstanz; heute Dr.-Erich-Bloch-und-Lebenheim-Bibliothek. Die Judaica wurden gekauft oder stammten aus Schenkungen. Nach seinem Tod übergab Elise Bloch den Großteil von Erich Blochs privater Büchersammlung, seinem Wunsch gemäß, an die Bibliothek. Sein Nachlass wird im Stadtarchiv von Konstanz aufbewahrt. Im Konstanzer Chérisy-Quartier ist eine Straße nach Erich Bloch benannt.

## Werke (Auswahl)
- «Der Jakobsstab», ein Dramenfragment v. Otto Ludwig. Freiburg 1922.
- Stimmen des Lebens. Gedichte. Buch- und Kunstverlag Konstanz, Konstanz (1926).
- Geschichte der Juden von Konstanz im 19. und 20. Jahrhundert. Stadler, Konstanz, 1971; 3. unveränd. Auflage 1996, ISBN 3-7977-0355-4.
- Fluchtpunkt Höri. In: Alfred G. Frei, Jens Runge (Hrsg.): Erinnern – Bedenken – Lernen. Das Schicksal von Juden, Zwangsarbeitern und Kriegsgefangenen zwischen Hochrhein und Bodensee in den Jahren 1933 und 1945. Thorbecke, Sigmaringen 1990, ISBN 3-7995-4127-6, S. 157–166.
- zusammen mit Werner Trapp: Das verlorene Paradies. Ein Leben am Bodensee 1897–1939. Thorbecke Verlag, Stuttgart 1992, ISBN 3-7995-6833-6.
- Licht und Finsternis. Seekreis-Verlag, Konstanz, 1992, ISBN 978-3-924246-13-6.
- Erinnerungen an Nahariya-Israel (1942–1967), zusammen mit: Jenny Bohrer: Die Frau eines Rabbiners erinnert sich (1933–1938). Hrsg. von  Horst Reichhardt. Loco Verlag, Schaffhausen 2005.